# Grönskan, Vedhamn en Baldersnäs
Grönskan, Vedhamn en Baldersnäs (Zweeds: Grönskan, Vedhamn och Baldersnäs) is een småort in de gemeente Värmdö in het landschap Uppland en de provincie Stockholms län in Zweden. Het småort heeft 228 inwoners (2005) en een oppervlakte van 157 hectare. Het småort bestaat uit drie verschillende plaatsen: Grönskan, Vedhamn en Baldersnäs. Het småort ligt op het eiland Ingarö, dit eiland is via bruggen met het vasteland verbonden en maakt deel uit van de Scherenkust van Stockholm, de overige directe omgeving van het småort bestaat vooral uit bos en rotsachtig gebied. Dat het småort ondanks dat het inwoneraantal boven de 200 ligt toch een småort is en geen tätort komt er zeer waarschijnlijk door dat meer dan de helft van de huizen in het småort vakantiehuis is.